# Estepa de Anatolia central
La estepa de Anatolia central es una ecorregión de la ecozona paleártica, definida por WWF, situada en el centro de Turquía.

## Descripción
Es una ecorregión de pradera que ocupa 24.900 kilómetros cuadrados en tres zonas separadas de la meseta de Anatolia: la cuenca del lago Tuz, la llanura de Karapınar, al sur de aquel, y la cuenca de los ríos Porsuk y Sakarya, más al oeste.

## Fauna
Entre las especies amenazadas se encuentran el turón jaspeado (Vormela peregusna), el sisón común (Tetrax tetrax) y la avutarda común (Otis tarda).

## Estado de conservación
Vulnerable. Las principales amenazas son la sobreexplotación de los recursos hídricos y la extensión de la agricultura.